# Sulfito de plomo(II)
El sulfito de plomo(II) (PbSO3) es un compuesto blanco con peso molecular de 287,26 g/mol. Se trata de la sal formada por iones de plomo(II) (Pb2+ e iones sulfito(SO32-). Por lo tanto es formalmente un derivado del ácido sulfuroso (H2SO3). Se oxida fácilmente para dar el sulfato correspondiente.
Es casi insoluble en agua, pero puede disolverse en ácido nítrico (HNO3). Al calentarlo se descompone antes de fundir.
El sulfito de plomo(II) puede ser obtenido a partir de una disolución de una sal de plomo y una fuente de sulfito, p.ej. sulfito de sodio en disolución, precipitando al mezclar los productos de partida:
Pb(NO3)<2 + Na2SO3 -> PbSO3 + 2 NaNO3
De la misma manera el sulfito de plomo(II) puede precipitar en la marcha analítica a la hora de separar los diferentes iones y puede ser confundido con el sulfato correspondiente. Sin embargo y en contra de lo que pasa con éste se disuelve en presencia de ácidos fuertes.
El sulfito de plomo(II) no tiene ninguna aplicación conocida.
No se debe confundir con el sulfuro de plomo un compuesto oscuro con propiedades de semiconductor que existe en la naturaleza en forma del mineral galena.